# Football Club Paradiso
Actualités
Le FC Paradiso  est un club de football basé à Paradiso en Suisse et fondé en 1917.
Lors de la saison 2023-2024, il évolue en Promotion League, la troisième division suisse.

## Histoire
Le club est fondé le 1er septembre 1917 à Paradiso.
Lors de la saison 2017-2018, le FC Paradiso est promu de en 2e ligue interrégionale puis le club enchaîne une deuxième promotion consécutive la saison suivante en 1re ligue,.
Lors de la saison 2021-2022, le club se qualifie pour le deuxième tour de la  coupe de Suisse en s'imposant 3-1 contre le SC Young Fellows Juventus (équipe de Promotion League) mais est éliminée au tour suivant contre le FC Aarau (équipe de  Challenge League). En championnat, le FC Paradiso termine au deuxième rang du groupe 3 de 1re ligue mais est battu en finale de promotion par le FC Baden (défaite 3-1 à l'aller et victoire 1-0 au match retour),.
Lors de la saison suivante, 2022-2023, en 1re ligue, le club termine 1er de son groupe et est promu en Promotion League. En décembre 2022, le club annonce étoffer son staff avec l'arrivée notamment de l'ancien international suisse Kubilay Türkyılmaz,.

## Infrastructures
Le club ne possède qu'un seul terrain et son stade ne comporte aucune tribune. Antonio Caggiano, président du club, souhaite toutefois en construire une pour permettre au club viser la promotion en Challenge League.
Le club est d'ailleurs épinglé par l'association suisse de football pour ses infrastructures, jugées insuffisantes pour jouer en troisième division,.